# Børnenes færdselsfilm
Børnenes færdselsfilm er en dansk undervisningsfilm fra 1959, der er instrueret af Ib Dam.

## Handling
I en række situationer fra gader og veje vises eksempler på gående og kørende trafikanter, både når disse overtræder færdselsreglerne og derved udsætter sig selv og andre for at komme galt af sted, og når de færdes korrekt og overholder færdselsreglerne. Alle - både store og små - bør lære færdselsreglerne og bruge dem.